# Sant Miquel d'Artesa de Lleida
Sant Miquel d'Artesa de Lleida és una església d'Artesa de Lleida protegida com a bé cultural d'interès local.

## Descripció
És una església d'una sola nau de 30 metres de llarg per 17 d'ample, amb sis capelles laterals, més el baptisteri i dues sagristies. És situada en cantonera i fent de tancament d'una plaça, la qual es queda petita, agreujat pel desnivell existent. La façana és de carreus regulars de pedra picada, compositivament senzilla i amb les típiques motllures neoclàssiques. Interior amb volta de canó, columnat clàssic i una tribuna de marbre. Hi ha també un sant crist d'en Josep Llimona.

## Història
Durant la guerra civil foren cremats tots els altars barrocs de fusta.
La teulada s'ha refet tota nova (1981) perquè hi havia filtracions d'aigua.